# Drapetis bispina
Drapetis bispina är en tvåvingeart som beskrevs av Axel Leonard Melander 1918. Drapetis bispina ingår i släktet Drapetis och familjen puckeldansflugor.
Artens utbredningsområde är Indiana. Inga underarter finns listade i Catalogue of Life.